# 赵国

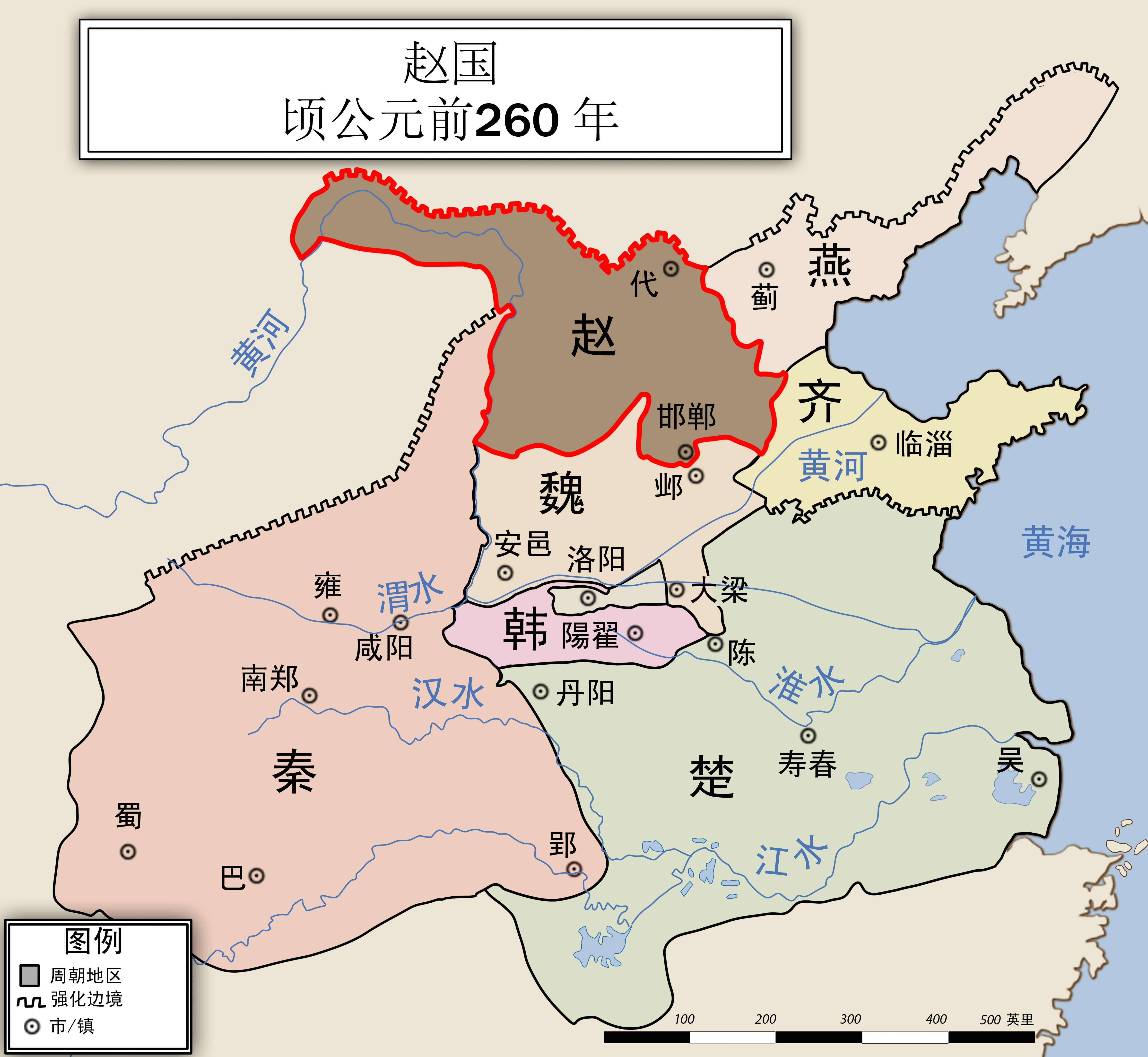

赵国，戰國七雄之一的諸侯國，也作勺国，初都晋阳（今山西太原），后迁都中牟（今河南鹤壁），又迁至邯郸（今河北省邯郸），疆土主要有当今河北省南部、山西省中部和陕西省东北隅。西有秦国，南有魏国、韩国，东有齐国，东北燕国，北方则是林胡、楼烦、东胡等游牧民族的地域，另外赵国境内还有小国中山国。前307年，赵武灵王推行胡服骑射，先后征服楼烦、林胡、中山，崛起为战国后期唯一能与秦国抗衡的强国。秦赵长平之战，赵国惨败，元气大伤。前228年，秦将王翦破赵都邯郸，赵国灭亡。赵国大夫在代地拥立公子嘉为代王，是为代王嘉，建立代国。前222年，秦将王贲引兵攻代国，虏代王嘉，代国灭亡。

## 历史

### 赵氏起源

#### 晋國四卿
趙氏與秦國有共同祖先蜚廉。趙氏是趙城大夫造父的後裔，因以趙為氏，本居於周朝，事周天子。張政烺認為，趙的本義為超行，趙氏先祖為造父，為周穆王御者，故以趙為氏。
西周末年，叔带入晉國，侍晋文侯。驪姬之亂时，太子申生被害，叔带的后裔赵衰跟随公子重耳流亡，后来重耳成为晋文公，治國有方，稱霸諸侯，是春秋五霸之一。赵衰于是权重位高，其后代赵盾、赵武、赵鞅、赵无恤都成为股肱之臣。
晋国在晋出公时期公室卑弱，主要权力被知伯瑤和赵襄子、韩康子、魏桓子四卿把持。前456年，四卿驱逐晋出公而立晋哀公。

#### 三家滅知
赵襄子繼其父赵简子立，襄子为一狄人婢女所生。前454年知伯瑤率韩康子與魏桓子二大夫，围攻晋阳（在今山西太原市南晋源镇），襄子成功地坚守城池，并最终联合韩、魏二家宗主倒戈，將知伯瑤討死，是為三家滅知。前453年，赵、魏、韩三家瓜分了知氏的领地，另也開始吞食晉國的領土。
赵襄子死后，其子赵桓子继位。桓子死后，襄子之兄赵伯鲁之孙赵浣立，是为赵献子。献子之子赵籍后来继位，即是赵烈侯。

#### 三家分晋
前437年，晋哀公去世，其子晋幽公继位，晉國君主对赵、魏、韩已毫无权威。前403年（周威烈王23年，即晋烈公17年），趙烈侯、韓景侯、魏文侯三卿被周天子立為諸侯，是為三家分晉。宋代史学家司马光的《资治通鉴》认为战国时代由此开始：“初命晋大夫魏斯、赵籍、韩虔为诸侯。”前376年，韓、赵、魏廢晋静公，將晋國剩余的土地瓜分完畢。

### 发展与强盛
赵襄子执政后，赵国迎来了历史上第一个强盛期。灭智之后的赵国，其疆域北起燕、代，南临河、漳，为三晋中势力最强大者。整理了晋国的内务后，赵国开始了争霸中原的历程。前441年，赵襄子（一说赵桓子）与越令尹率领诸侯讨伐齐国，齐国无法忍受诸侯军的强大攻势，不得已修筑了绵延千里的齐长城以御敌。前430年，赵将赵狗再次和越国国君一同讨伐齐国，赵氏军队打到了齐长城脚下才罢手。
魏文侯启用李悝变法改革後国力蒸蒸日上，大有赶超赵国之势头，赵国的三晋盟主乃至中原霸权面临挑战。曾驱逐赵献侯自立为君的赵桓子死后，赵国人杀了即将即位的新国君，改立赵襄子的后裔为君。此番内乱大大削弱了赵国的实力，让魏国后来居上。前412年，三晋与楚国争夺黄池而未成功。前411年，楚简王以莫敖阳为将包围赤岸，以作为对三晋攻打黄池的报复。三晋联军救援赤岸，楚军撤走，与三晋军战于长城之下，楚军大败，丢弃了无数车马、辎重和旗帜，于夜间遁走。前408年，魏文侯伐中山，赵烈侯借道于魏。
赵烈侯即位后，任用公仲连为相，变法革新。在公仲连的努力下，赵国国势复振。前405年，赵以孔青为将，率军五万大破齐军于廪丘，缴获齐军兵车两千乘，杀死齐军三万，将齐军的尸体葬成两座大山。前404年，三晋联军联合越国一起攻齐。前400年，三晋征伐楚国，至于乘丘。前386年，赵敬侯即位。他将战略重心继续南移中原，迁都邯郸。魏武侯开始将日益强大的赵国视作威胁，发兵助在君位之争中落败的公子朝反攻邯郸，被赵敬侯挫败。但赵敬侯未公然与魏武侯撕破脸皮，甚至还帮助魏国抵御齐国的进逼。前385年，赵军在灵丘打败齐军。前384年，魏军被齐军包围于廪丘，赵军出击，大败齐军。到了前383年，赵魏的矛盾终于不可避免地爆发了。这一年，魏国在兔台打败赵军。赵敬侯也把南进战略了放在魏国的附庸，卫国。这一年，赵国筑刚平城以侵略卫国，攻克了卫都九门，打得卫侯衣衫不整的出奔魏国求援。魏武侯即刻联合齐国。拿下了刚平城。魏、齐、卫联军甚至拆毁了中牟的外墙。赵敬侯不甘示弱，联合了楚国南北夹击魏国。楚军势如破竹，饮马黄河，在大梁的林郊中驻扎。赵军也猛烈反击，拔去了魏国的据点黄城和棘浦。至此，赵、魏两国再次罢兵言和。

### 停滞与中衰
赵成侯即位于前375年。在位前期，屡次发兵攻打别国。前369年赵国联合韩国趁魏国储位之争国家疲弱之际，大举入侵魏国，并一度在包围了魏惠王。眼看即将胜利，赵、韩两国却对魏国的处理上产生了矛盾，不欢而散，致使魏惠王得以将韩、赵各个击破。浊泽之战令魏惠王大为恼火，屡次向赵国进军，三晋联盟名存实亡。在此期间，虽然赵国屡次帮助魏国抵御秦、齐两强的进攻。但双方仍是分歧大于合作。的最终决战已不可避免。前353年，据《战国策·秦策三》记载魏惠王亲自领兵，在三梁战胜了赵军，将兵众十万包围了邯郸。《赵世家》亦支持攻打邯郸的主帅就是魏惠王。而庞涓之攻邯郸却不见于史料。赵国苦战一年余，终于邯郸城陷。竹书纪年描写经过长期的围困，“邯郸四曀，室多坏死”。赵国虽然在赵军的抵抗和诸侯的援助下“不割而邯郸复归”，但已元气大伤无力同魏国以及新崛起的齐、秦、楚抗衡。
赵肃侯即位时期，仍与诸侯多有交战，甚至一度攻下齐国五都之一的高唐并在徐州联合楚国大败齐军（楚王怒，自将而伐齐，赵应之，大败齐于徐州。昔日的霸主魏国在桂陵、马陵之战惨败，又屡遭诸侯围攻，一蹶不振。赵国没有了魏国的威胁，然而西方的秦国、东方的齐国逐渐强大，屡次发兵攻打赵国。赵国因连年的战争而元气大伤，陷入了中衰期。赵肃侯壮志未酬而死去了，传位给年幼的赵雍。

### 改革与中兴

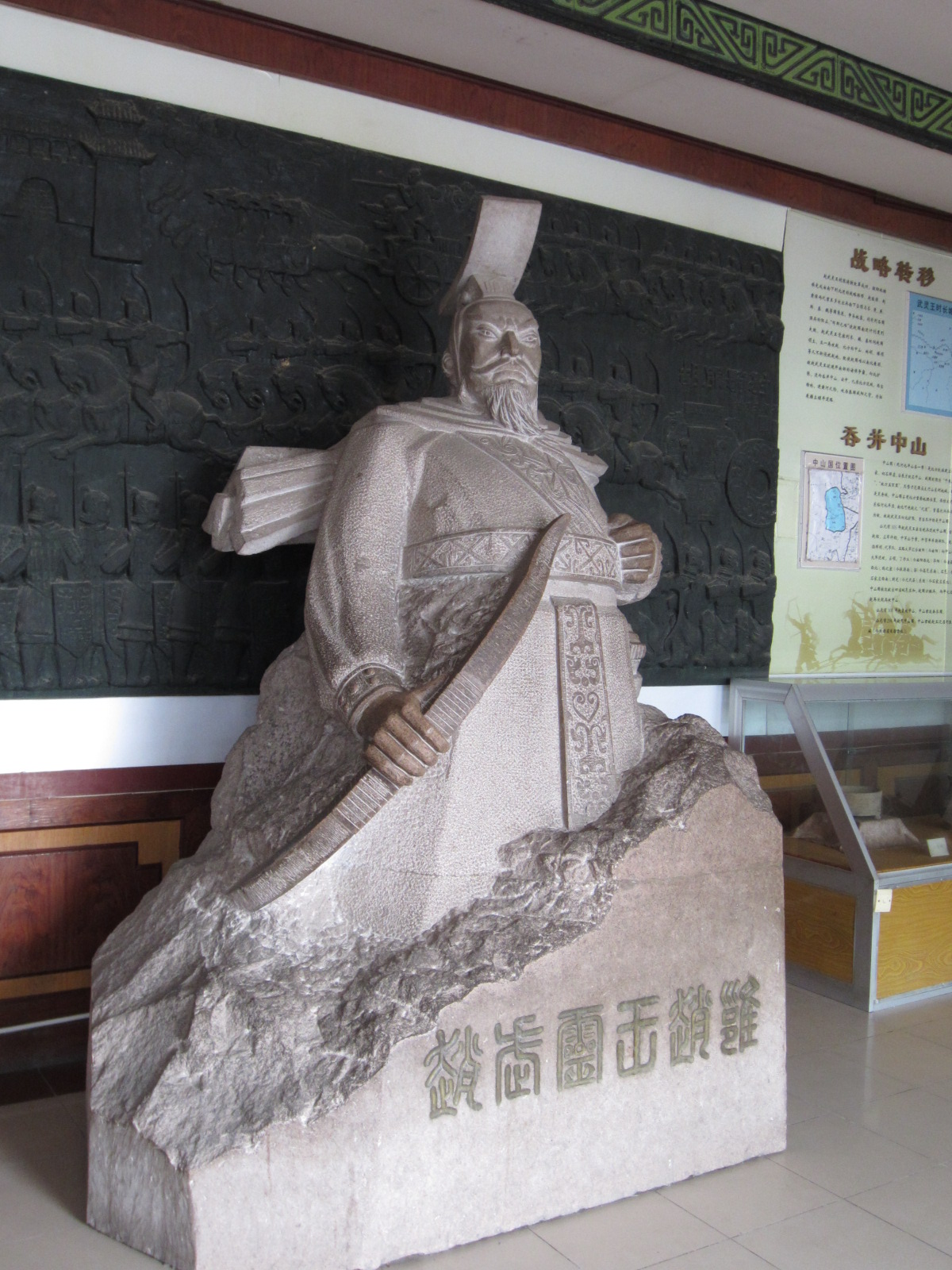
实行胡服骑射的赵武灵王

#### 胡服骑射
赵肅侯之子趙武靈王赵雍即位尚稱順利，但內憂方平，外患又生。秦、齊、楚、魏、燕各派出精锐部队一万人来參加赵肅侯的葬禮。此時趙武靈王不過是个十幾岁的少年，臨危之時，体現出自己非凡的智慧，有條不紊地把一场危機消弭於无形。
首先趙武靈王調趙國重兵於邯鄲，禁止五國的大軍入境。派人联结燕北的胡族部落，給燕國施加壓力，同時派人結好齊國南部的宋國，由此轻易地化解了五國聯盟。
趙國與匈奴長期對峙，匈奴騎兵兇悍強壯，雖然趙國盛產馬匹，但在軍事上，馬匹僅作拉戰車之用。趙武靈王與匈奴騎兵戰鬥後，明白到匈奴騎兵的優點在於機動和靈活性。於是趙武靈王在趙國推行“胡服骑射”改革，令趙國軍隊仿傚胡服，採取胡人的短衣窄袖、長褲服式，挽弓騎馬練習射箭。趙國軍力自赵成侯之后再次強大，消滅中山國，擊敗林胡和樓煩二族，成为天下仅次于秦、齐的强国。

#### 沙丘之乱
趙武靈王二十七年〔周赧王十六年，前299年〕趙軍攻破中山國都城靈壽；趙武靈王禪位於次子趙何為王即趙惠文王，立肥義為相國，自號為『主父』；趙惠文王四年〔前295年〕滅中山國；趙雍封趙章於代，號安陽君，且欲將趙國一分為二，封趙何為趙王，封趙章為代王。趙惠文王五年（前294年），趙章發動政變欲殺趙何後自立，但事跡敗露只殺了肥義，趙章逃往沙丘〔今河北省涿鹿縣東南〕行宮投奔趙雍，公子成、大將李兌率兵包圍行宮並殺掉趙章後並未撤圍，趙雍被圍困在行宮中三個多月後饿死。

#### 秦赵争霸
赵武灵王进行的胡服骑射改革使赵国建立起中国第一支制式骑兵部队，赵武灵王更亲自乔装使者入秦，考察秦国地形，意图于九原出击绕开函谷关攻灭秦国。前284年，齐国吞并宋国后妄自尊大，遭到列国一致反对，燕、赵、秦、魏、韩五国拜乐毅为将，大破齐国。齐国遭到五国伐齐的沉重打击，虽然勉强复国，但实力极大衰落，从此一蹶不振。赵国在东方挫败了最大的竞争对手齐国，加之先前楚国在与秦国的战争中损失极为惨重，赵国一跃成为关东六国之首。赵惠文王时期，赵国名将名相辈出，数败秦军。于渑池与秦盟会后，趁秦攻楚的机会出击关东，夺取齐的高唐，又遍击关东诸国，夺取土地。一时在关东声威无两，直至因上党郡归属问题导致的长平之战。

### 動盪衰亡

#### 長平之戰
公元前262年，秦伐韓，拔野王（今河南沁陽），切斷韓國上黨（今山西長子西南）與以都城南鄭（今河南新鄭）為中心的韓國本土的聯繫。韓王割讓上黨郡予秦以求和，但上黨郡守馮亭抗命獻上黨予趙，趙國接收韓國上黨郡，發重兵進駐戰略重鎮長平（今山西高平）拒秦，秦則派大軍進攻長平，秦趙對峙二年六個月，趙軍陣亡眾多。
秦国用反間计使赵国换掉廉颇而启用“纸上谈兵”的赵括为帅，並陣前換將密派武安君白起为元帥，以王龁为副将，自秦軍詐敗誘敵深入後包圍趙軍，趙軍反覆衝殺無法突圍，至趙括領軍衝鋒被射殺，群龍無首全軍投降歷時六個月，戰後秦將白起坑殺趙軍降卒，只放240名年幼者回趙國，使得赵国从此一蹶不振，但強大的秦國軍隊也死傷過半，使得白起乘勝攻取邯鄲的建議被秦昭襄王拒絕。然而原先打算割讓六城求和的趙孝成王受大臣虞卿勸說，反悔不割地予秦國，並與其他國家交好結盟，使得秦昭襄王決心再次發兵攻趙。

#### 邯郸之戰
公元前258年，秦昭襄王不顧白起的反對，先後派王陵、王齕，前後投入約六十萬人進攻趙國首都邯鄲。趙國在老將廉頗的防守、國相平原君動員下挺住秦軍的攻勢。前256年魏、楚聯軍援趙擊退秦軍，在三國夾擊下秦軍受到重創無力再戰，王齕敗走歸國，兩萬名秦軍被俘，秦國受此敗戰影響東進攻勢受到阻止，受重創的趙國也因此獲得喘息之機。

#### 合縱抗秦
前247年魏信陵君率五國聯軍大破秦國於河外，趙也有參與。其後，燕國派遣當年與樂毅攻齊的劇辛為帥，率軍攻趙，趙將李牧、龐煖抵抗，大破燕軍，劇辛自殺而死。龐煖擊敗燕後，組織聯軍攻秦，舉春申君為帥。五國聯軍與秦軍於潼關附近決戰，秦將王翦建議先襲最遠來的楚軍，楚軍聞知而逃，四國聯軍也退。其後一直沒有再發生大規模的戰鬥，直到前229年。

#### 王翦滅趙
前229年，秦攻赵国，赵幽缪王派李牧、司马尚率军抵抗。秦将使用反间计使幽缪王杀李牧、司馬尚。秦将王翦于是率大军攻赵，突破井陘口，攻陷邯鄲，俘虏赵幽缪王，赵国灭亡。赵嘉逃到代地，称代王，建立代国。前222年，秦灭代，俘获代王嘉。

## 政治
赵国有三大政治中心，分别是晋阳、邯郸和代地。赵简子临终前，曾对赵襄子说过晋阳足以依靠。后来的三国攻晋阳之战中赵氏果然反败于胜。北方的代地为赵襄子所占领，是赵国和游牧民族势力的分界线。武灵王时设雁门郡。雁门关被吕氏春秋和淮南子评为天下九塞之首。代地雁门也是名将李牧大破匈奴之地。前386年，赵敬侯迁都邯郸，赵国开始了对都城邯郸百余年的经营。魏军、秦军都曾包围过邯郸，但赵国的多极化政治格局并未因首都被攻克而亡国。赵国灭亡后，公子嘉北上代地自立为代王，又坚挺了近6年才被秦军攻灭。

## 军事

### 战斗力
赵国作为战国七雄之一，以其强大的军事实力闻名于世。从东方的齐国衰落后，山东诸国大都畏秦如虎、割地求和，唯独赵军能挫其锋芒，“秦之所畏于天下者莫如赵”。纵横家苏秦也说道“当今之时，山东之建国莫强于赵，赵地方二千余里，带甲数十万， 车千乘，骑万匹，粟支十年。”赵国之强即是强在其军事实力。从赵人祖先的遗风中可以看出，赵人民风崇尚武力，再加上周围严峻的外患，以及戎、狄風俗对赵国人的影响，赵国在建国前就经具备成为军事强国的条件。这些历史原因是赵国成为军事强国的先决条件。

### 胡服骑射
使赵国强大到令各个诸侯国刮目相看的地步，是在赵武灵王实施“胡服骑射”军事制度改革。通过着胡服来转变赵国民众以中原文明自居、蔑视异邦先进文化的闭锁心理，又通过“招骑射”、“建骑邑”、“致胡兵”、“用胡马”等手段，在赵国组建起强大的骑兵军团。最终实现“略胡地”、“灭中山”的战略目标，并且成為秦国在东方六国中最为强硬的对手。

## 经济
【盐铁论】这样评价赵国经济：
大夫曰：“燕之涿、蓟，赵之邯郸，魏之温轵，韩之荥阳，齐之临淄，楚之宛、陈，郑之阳翟，三川之二周，富冠海内，皆为天下名都，非有助之耕其野而田其地者也，居五诸之冲，跨街衢之路也。故物丰者民衍，宅近市者家富。富在术数，不在劳身；利在势居，不在力耕也。”赵、中山带大河，纂四通神衢，当天下之蹊，商贾错于路，诸侯交于道；然民淫好末，侈靡而不务本，田畴不修，男女矜饰，家无斗筲，鸣琴在室。是以楚、赵之民，均贫而寡富。
【史记货殖列传】也多次描写了赵国的经济发展：
夫山西饶材、竹、穀、纑、旄、玉石；山东多鱼、盐、漆、丝、声色；而邯郸郭纵以铁冶成业，与王者埒富。杨、平阳陈西贾秦、翟，北贾种、代。种、代，石北也，地边胡，数被寇。人民矜懻忮，好气，任侠为奸，不事农商。然迫近北夷，师旅亟往，中国委输时有奇羡。其民羯羠不均，自全晋之时固已患其僄悍，而武灵王益厉之，其谣俗犹有赵之风也。故杨、平阳陈掾其间，得所欲。温、轵西贾上党，北贾赵、中山。中山地薄人众，犹有沙丘纣淫地馀民，民俗懁急，仰机利而食。丈夫相聚游戏，悲歌慷慨，起则相随椎剽，休则掘冢作巧奸冶，多美物，为倡优。女子则鼓鸣瑟，跕屣，游媚贵富，入後宫，遍诸侯。然邯郸亦漳、河之间一都会也。北通燕、涿，南有郑、卫。齐、赵设智巧，仰机利。燕、代田畜而事蚕。今夫赵女郑姬，设形容，揳鸣琴，揄长袂，蹑利屣，目挑心招，出不远千里，不择老少者，奔富厚也。蜀卓氏之先，赵人也，用铁冶富。

## 文化
赵文化是一种以现在的邯郸、邢台、太原为中心的以赵国疆域内的区域文化。早在战国初期，太原和邢台是赵文化的中心；迁都邯郸后文化中心转到邯郸；到秦末汉初，因战乱等因素赵文化的中心再次转移到邢台；汉代中期，邯郸的地位逐步提升，赵文化中心转移到该地。以后，赵文化一分为三，一部分入晋文化体系，一部分属邢文化脉络，另一部分则变种为邺文化，此后赵文化再没有中心，也没有了赵文化的概念。古赵文化有两重特性，既是一种华夏文化，又是一种戎狄文化，是华夏文化和戎狄文化互相交融的一个结果，具有开放、进取、包容的特性。
赵文化的最突出的一个符号就是成语，邯郸为赵都时期，出现一大批成语，例如：邯郸学步、胡服骑射、鹬蚌相争、完璧归赵、负荆请罪、纸上谈兵、毛遂自荐、奇货可居等。

## 趙主列表及在位年份

### 趙氏宗主
| 稱號   | 領袖姓名 | 在位年數 | 在位年份                                                             |
| ------ | -------- | -------- | -------------------------------------------------------------------- |
| 趙成子 | 趙衰     | 15       | （前636年──前622年）                                                 |
| 趙宣子 | 趙盾     | 21       | （前621年──前601年）                                                 |
| 趙莊子 | 趙朔     | 4        | （前600年──前597年）                                                 |
| 趙文子 | 趙武     | 43       | （前583年──前541年）                                                 |
| 趙景子 | 趙成     | 23       | （前540年──前518年）                                                 |
| 趙簡子 | 趙鞅     | 42       | （前517年──前476年）                                                 |
| 趙襄子 | 趙無恤   | 33       | （前475年──前443年）（根據清華簡系年和參考史記改，楊寬錢穆為推論。） |
| 趙桓子 | 趙嘉     | 1或者14  | （前442年（根據清華簡系年改）──前424年）                             |
| 趙獻子 | 趙浣     | 15       | （前423年──前409年）                                                 |

### 趙國君主
| 稱號     | 國君姓名 | 在位年數 | 紀年                 |
| -------- | -------- | -------- | -------------------- |
| 趙烈侯   | 趙籍     | 9        | （前408年──前400年） |
| 趙武侯   |          | 13       | （前399年──前387年） |
| 趙敬侯   | 趙章     | 12       | （前386年──前375年） |
| 趙成侯   | 趙種     | 25       | （前374年──前350年） |
| 趙肅侯   | 趙語     | 24       | （前349年──前326年） |
| 趙武靈王 | 趙雍     | 27       | （前325年──前299年） |
| 趙惠文王 | 趙何     | 33       | （前298年──前266年） |
| 趙孝成王 | 趙丹     | 21       | （前265年──前245年） |
| 趙悼襄王 | 趙偃     | 9        | （前244年──前236年） |
| 趙幽繆王 | 趙遷     | 8        | （前235年──前228年） |
| 代王嘉   | 趙嘉     | 6        | （前227年──前222年） |

## 人物

### 公子、封君
- 趙伯魯，趙襄子兄（《趙世家》）
- 代成君趙周，趙伯魯子（《趙世家》）
- 番吾君（《趙世家》）
- 趙公子朝，《魏世家》作公子朔，趙武公子（《趙世家》）
- 公子趙勝，與趙成侯爭立（《趙世家》）
- 趙緤，與趙肅侯爭立（《趙世家》）
- 趙公子范（《趙世家》）
- 平原君趙勝（《趙世家》）
- 平阳君趙豹

### 將領
- 孔屑，伐齊（古本《竹書紀年》，《呂氏春秋》作孔青）
- 樂祚，為魏所俘（《魏策一》）
- 趙奢
- 趙括
- 龐煖，又作庞暖
- 廉頗
- 李牧
- 司馬尚
- 賈偃
- 蘇射
- 王容
- 傅豹
- 李談
- 趙茄
- 扈輒
- 趙蔥
- 顏聚
- 趙莊（《史記·樗里子列傳》作莊豹）

### 謀臣
- 張孟談（《韓非子》、《趙策一》、《國語》）
- 延陵生（《韓非子》、《趙策一》）
- 原過（《趙世家》）
- 高赫（《韓非子》，《趙世家》作高共）
- 中章（《韓非子》）
- 胥己（《韓非子》）
- 王登（《韓非子》，《呂氏春秋》作任登）
- 公仲連，趙相（《趙世家》）
- 牛畜（《趙世家》）
- 荀欣，中尉（《趙世家》）
- 徐越，內史（《趙世家》）
- 成午，一作大戊午、大成午，趙相（《趙世家》、《漢書·古今人表》）
- 肥義
- 李兑
- 麛皮，使楚（《戰國縱橫家書》第27章）
- 唐尚，使魏（《呂氏春秋》）
- 皮相國
- 許歷
- 虞卿
- 藺相如
- 蘇代
- 毛遂
- 韓倉
- 公孫龍
- 仇液
- 姚賈
- 鄭朱
- 魏加
- 樓昌
- 郭開

### 其他
- 空同氏，趙襄子妻（《趙世家》）
- 鄭歌者槍（《趙世家》）
- 鄭歌者石（《趙世家》）
- 荀況
- 趙高

注：趙襄子在位時間從楊寬戰國史。

## 延伸阅读
[在维基数据编辑]
 《史記卷四十三》，出自司馬遷《史記》